# Запорожская операция

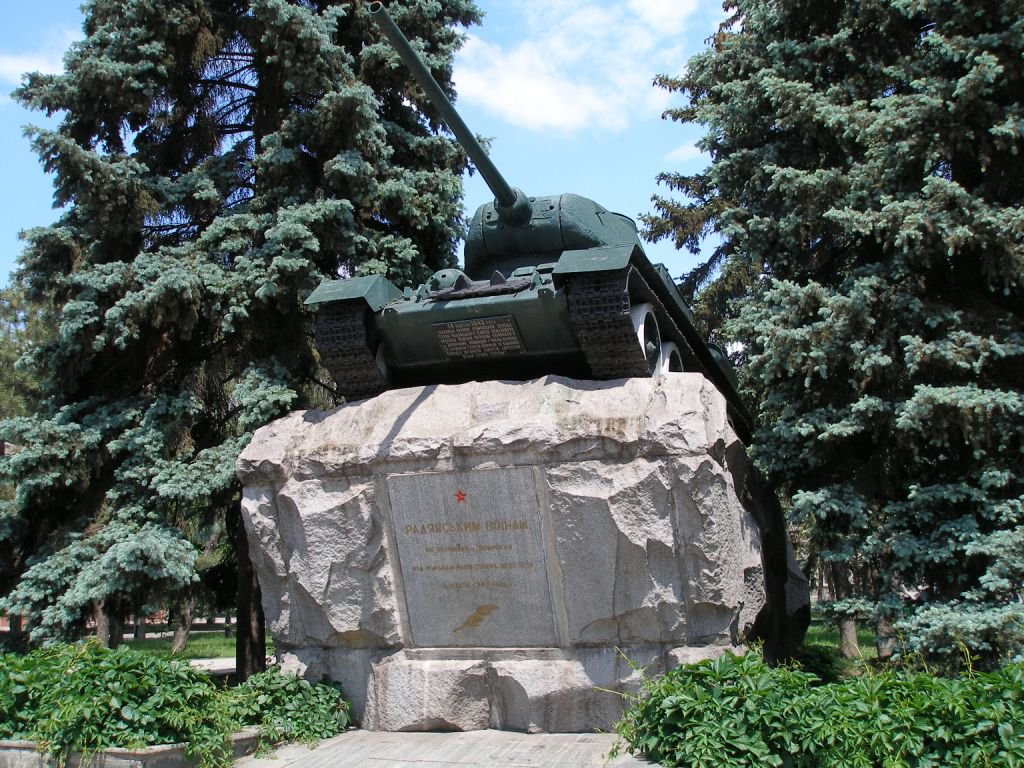
Памятник красноармейцам, принимавшим участие в Запорожской операции. На таком танке (Т-34) экипаж лейтенанта Н. Л. Яценко первым ворвался в захваченный немцами город.

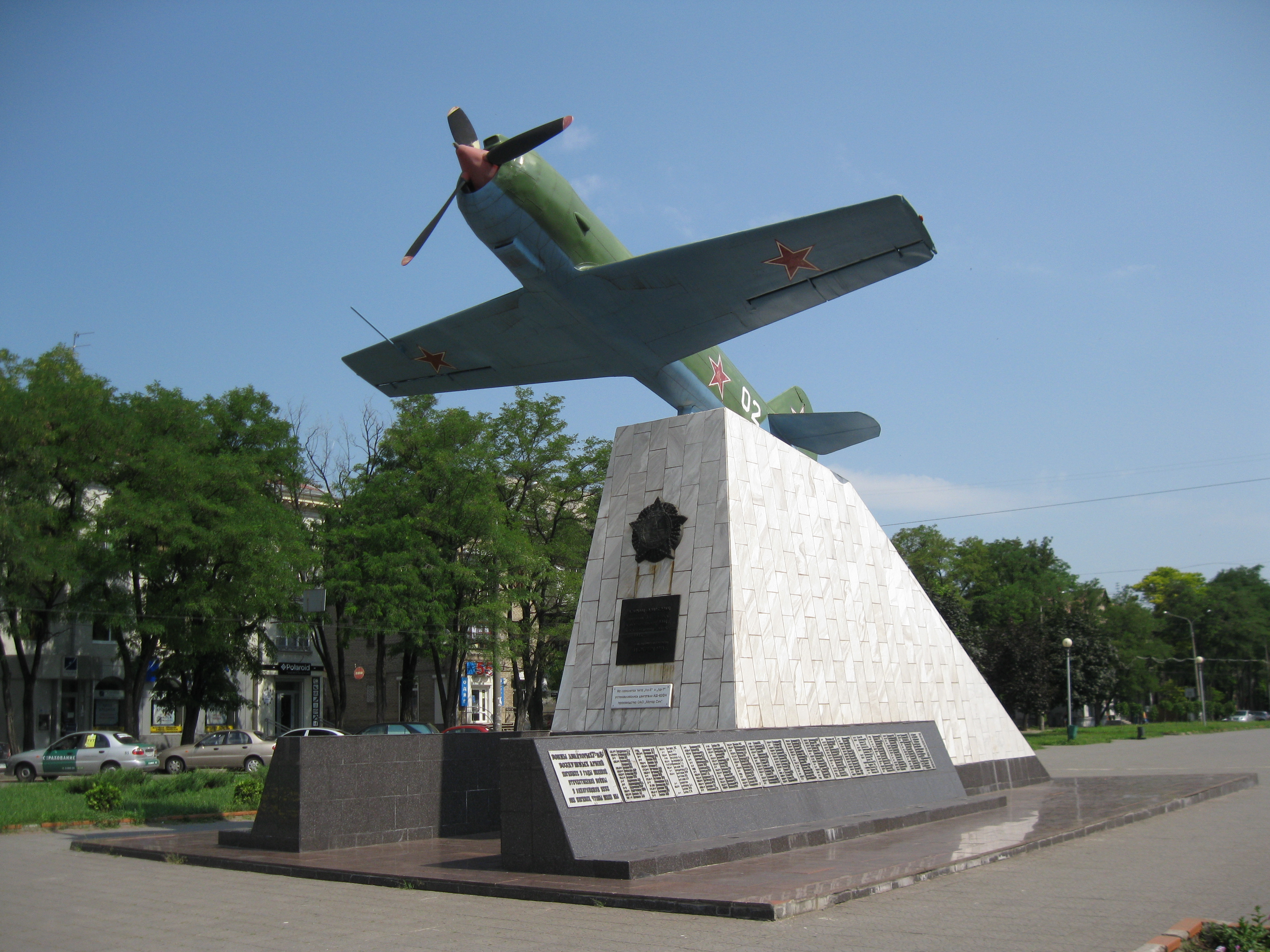
Памятник советским лётчикам — освободителям Запорожья

Запоро́жская опера́ция — фронтовая наступательная операция советских войск в ходе Великой Отечественной войны, проводившаяся 10 — 14 октября 1943 года силами левого крыла Юго-Западного фронта в ходе битвы за Днепр с целью ликвидации запорожского плацдарма немцев и освобождения города Запорожье; часть Нижнеднепровской стратегической наступательной операции.

## Подготовка к сражению
Хорошо подготовленный в инженерном отношении запорожский плацдарм (протяжённость фронта 40 километров, глубина 20 км) обороняла 1-я танковая армия группы армий «Юг» (под командованием генерал-фельдмаршала Эриха фон Манштейна) в составе пяти пехотных, одной моторизованной дивизии, отдельного танкового батальона, двух дивизионов штурмовых орудий и других частей (всего около 35 тыс. чел., ок. 600 орудий и миномётов, около 200 танков и штурмовых орудий).
К проведению операции из состава Юго-Западного фронта (командующий генерал армии Р. Я. Малиновский) привлекались 3-я и 8-я гвардейские и 12-я армии, также 17-я воздушная армия. Главные задачи возлагались на 8-ю гвардейскую армию. Замысел советского командования предусматривал одновременные удары с северо-востока, востока и юго-востока по сходящимся направлениям к Запорожью. Преимущество в соотношении сил к началу операции было у Красной Армии: пехота — 2,2:1; артиллерия — 2,1:1; танки — 1,6:1. Однако войскам, непрерывно наступавшим с августа 1943 года, не хватало боевых припасов. Из-за этого до 40 % всей артиллерии при прорыве обороны выдвигалось в боевые порядки пехоты и танков для стрельбы прямой наводкой.
23 сентября войска под командованием Р. Я. Малиновского достигли Днепра и силами 6-й и 12-й армий под командованием И. Шлёмина и А. Данилова создали плацдарм 7 км глубиной и 6 км в ширину. 4 — 5 октября на правый берег переправились дивизии 12-й армии.

## Операция
Операция началась 10 октября. После четырёхдневных упорных боев войска фронта прорвали внешний и промежуточные рубежи обороны и 13 октября вышли на ближние подступы к Запорожью. В ночь на 13 октября на наблюдательном пункте недалеко от с. Богдановка состоялось расширенное заседание военного совета с участием командующих родами войск фронта, армиями, командиров механизированного и танкового корпусов. Генерал Р. Малиновский, который и раньше прибегал к смелым импровизациям, и на этот раз вопреки канонам военного искусства предложил штурмовать запорожский плацдарм и город ночью. В 22:00 в тот же день начался штурм. На захват бросили более 200 танков и САУ. После предшествовавшего напряжённого и ожесточённого дневного боя атаки ошеломили противника, но вскоре он пришёл в себя и оказал упорное сопротивление, одновременно пытаясь переправить свои части на правый берег Днепра. 3-я гвардейская армия наступала с юго-востока. Главный удар наносила 8-я гвардейская армия генерал-лейтенанта В. Чуйкова во взаимодействии с 1-м гвардейским механизированным корпусом генерал-лейтенанта И. Руссиянова и 23-м танковым корпусом генерал-лейтенанта Е. Пушкина, которые двигались от Любимовки-Бекаровки в направлении Мокрой-Запорожья. С северо-востока наступала 12-я армия генерал-лейтенанта А. И. Данилова, а с северо-востока — 3-я гвардейская армия генерал-лейтенанта Д. Д. Лелюшенко. Эту группировку поддерживала 17-я воздушная армия генерал-лейтенанта авиации В. А. Судца. Наступая с юго-востока, части 23-го танкового корпуса в 2 часа ночи ворвались на южную окраину города. Выбив немцев из южной части города, танки с десантом пехоты 59-й гвардейской дивизии прорвались в центр. Несмотря на ожесточенное сопротивление немцев, город к исходу дня был освобожден.
В пятидневных боях немецкие войска потеряли 23 тыс. солдат и офицеров, свыше 160 танков и штурмовых орудий, 430 орудий и миномётов. Помощь в проведении операции оказали местные партизаны и подпольщики.

## Результаты операции
Стремительное наступление советских войск спасло от полного уничтожения Днепрогэс. Успешное осуществление операции существенно улучшило обстановку на южном крыле советско-германского фронта. Советские войска, захватив Запорожский плацдарм, получили возможность наступать на Кривой Рог. Южный фронт вышел во фланг и тыл мелитопольской группировке немецких войск, к низовьям Днепра. Ликвидация Запорожского плацдарма сняла угрозу противника с юга советским войскам, наступавшим на днепропетровском направлении, а также создала благоприятные условия для изоляции вражеских войск (с суши) в Крыму.
Впервые во Второй мировой войне ночной штурм города осуществлялся крупной группировкой войск.

## Почётные наименования
Приказом Верховного главнокомандующего И. Сталина особо отличившимся при освобождении Запорожья тридцать одному соединению и части присвоено почётное наименование «Запорожских»:
| - 79-я гвардейская стрелковая дивизия (79 гв.сд) - 82-я гвардейская стрелковая дивизия (82 гв.сд) - 88-я гвардейская стрелковая дивизия (88 гв.сд) - 50-я стрелковая дивизия (50 сд) - 78-я стрелковая дивизия (78 сд) - 203-я стрелковая дивизия (203 сд, полковник Г. С. Зданович) - 244-я стрелковая дивизия (244 сд) - 9-я гвардейская танковая бригада (9 гв. тбр) - 5-й гвардейский (отдельный тяжёлый) танковый полк (5 гв. тп) - 20-й гвардейский танковый полк (20 гв.тп, подполковник Доброзей Трофим Миронович) - 141-й (отдельный) танковый полк (141 (о)тп) - 1443-й самоходный артиллерийский полк (1443 сап) - 1544-й самоходный артиллерийский полк (1544 сап) - 7-я артиллерийская дивизия прорыва (7 адп) - 9-я артиллерийская дивизия прорыва (9 адп) - 99-й (армейский) пушечный артиллерийский полк (99 апап, полковник Кобрин Пантелеймон Алексеевич) - 103-й гвардейский (армейский) пушечный артиллерийский полк (103 гв.пап, подполковник Анохин Максим Фёдорович) | - 1248-й истребительный противотанковый артиллерийский полк (1248 иптап, капитан Меркулов Николай Андреевич) - 23-я Запорожская миномётная бригада (23 минбр) - 35-й гвардейский миномётный полк (35 гв.минп, подполковник Олейник Иван Григорьевич) - 61-й гвардейский миномётный полк (61 гв.минп, подполковник В. И. Кириллов) - 62-й гвардейский миномётный полк (62 гв.минп, подполковник Кислицкий Борис Елисеевич) - 100-й гвардейский миномётный полк (100 гв.минп, подполковник Зырин Василий Ефимович) - 141-й миномётный полк (141 минп, майор Зубов Дмитрий Васильевич) - 531-й миномётный полк (531 минп, подполковник Чечетин Вячеслав Михайлович) - 22-я зенитная артиллерийская дивизия (22 зенад) - 8-й отдельный гвардейский разведывательный артиллерийский дивизион (8 гв.орадн, майор Уманский Максим Алексеевич) - 11-я штурмовая инженерная (саперная) бригада (РВГК, 11 шисбр) - 5-я гвардейская штурмовая авиационная дивизия (5 гв.шад) - 6-я гвардейская штурмовая авиационная дивизия (6 гв.шад) - 34-я корректировочная авиационная эскадрилья (34 каэ, капитан Юдичев Анатолий Фёдорович). |

## Награждения
Пять стрелковых, две авиационные дивизии и две танковых бригады за отличия в боях за освобождение города Запорожье и проявленные при этом доблесть и мужество Указом Президиума Верховного Совета СССР от 13 февраля 1944 года награждены орденами Красного Знамени.
14 октября, в 23:30, в Москве салютовали войскам, освободившим Запорожье, двадцатью артиллерийскими залпами из двухсот двадцати четырёх орудий.
Память
По мотивам Запорожской операции в 1994 году в издательстве Six Angles\Sunset Games была выпущена настольная игра авторства Масахиро Ямазаки. В 2002 году было выпущено второе издание игры.